# Consejo Supremo de Guerra

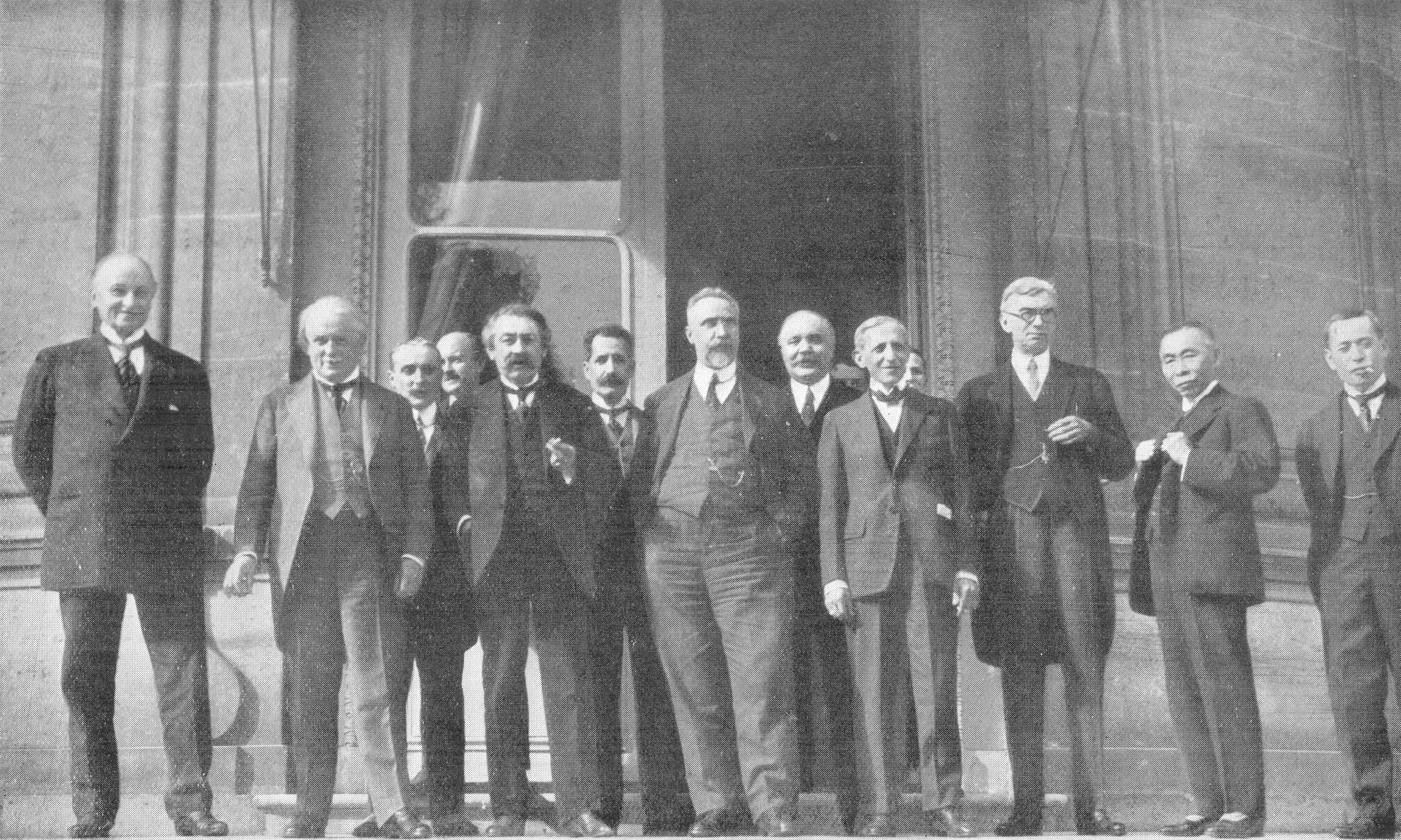
Reunión del Consejo Supremo de Guerra en París los días 8-13 de agosto de 1921.

El Consejo Supremo de Guerra (en inglés: Supreme War Council) fue el mando militar central creado por el primer ministro británico David Lloyd George para coordinar las estrategias militares aliadas durante la etapa final de la Primera Guerra Mundial. Fue creado en noviembre de 1917, tras la batalla de Caporetto, y tenía su sede en Versalles (Francia). 
En el Consejo, cada una de las potencias aliadas tenía un representante. El representante francés fue Ferdinand Foch, sustituido posteriormente por Maxime Weygand y Joseph Joffre. Los representantes británicos fueron William Robertson y después Henry Hughes Wilson. Italia fue representada por Luigi Cadorna y Estados Unidos por Tasker H. Bliss. 